# Monte Sant'Angelo
Monte Sant'Angelo (Mónde in dialetto montanaro) è un comune italiano di 10 954 abitanti della provincia di Foggia in Puglia, famoso per il santuario di San Michele Arcangelo (patrimonio dell'umanità UNESCO), meta dei pellegrinaggi dei fedeli cristiani  dal VI secolo.

## Geografia fisica

### Territorio
Il centro urbano sorge sul Gargano in una zona boscosa non distante dal mare. La natura calcarea del suolo si manifesta in una pluralità di fenomeni carsici, tra i quali la famosa grotta dell'arcangelo Michele. Una delle particolarità geografiche di Monte Sant'Angelo è che il suo territorio include, oltre a terreni montuosi, anche terreni pianeggianti bagnati dal mare (la piana di Macchia, frazione di Monte Sant'Angelo, composta da due contrade: Macchia Posta e Macchia Libera). La cittadina si affaccia sul golfo di Manfredonia.

### Sismicità
L'intero territorio comunale di Monte Sant'Angelo è parte integrante del distretto sismico del Gargano.
- Classificazione sismica: zona 2 (sismicità media)[7]

### Clima
Il clima della città risente della sua altitudine, ha estati miti e solo in casi estremamente rari afose ed inverni freddi con nevicate. Molti giorni invernali altresì si accompagnano con una fitta nebbia. Anche il vento è spesso presente (senza alcuna distinzione di stagioni).

### Dati climatologici 1981-2010
| Monte Sant'Angelo (1981-2010)   | Mesi        | Mesi        | Mesi        | Mesi        | Mesi        | Mesi        | Mesi        | Mesi        | Mesi        | Mesi        | Mesi        | Mesi        | Stagioni | Stagioni | Stagioni | Stagioni | Anno  |
| Monte Sant'Angelo (1981-2010)   | Gen         | Feb         | Mar         | Apr         | Mag         | Giu         | Lug         | Ago         | Set         | Ott         | Nov         | Dic         | Inv      | Pri      | Est      | Aut      | Anno  |
| ------------------------------- | ----------- | ----------- | ----------- | ----------- | ----------- | ----------- | ----------- | ----------- | ----------- | ----------- | ----------- | ----------- | -------- | -------- | -------- | -------- | ----- |
| T. max. media (°C)              | 6,5         | 6,6         | 9,5         | 12,8        | 18,6        | 22,8        | 25,7        | 25,9        | 20,9        | 16,6        | 10,9        | 7,3         | 6,8      | 13,6     | 24,8     | 16,1     | 15,3  |
| T. min. media (°C)              | 2,1         | 1,6         | 3,9         | 6,4         | 11,5        | 15,2        | 17,8        | 18,2        | 14,4        | 11,0        | 6,2         | 3,2         | 2,3      | 7,3      | 17,1     | 10,5     | 9,3   |
| T. max. assoluta (°C)           | 18,4 (1999) | 19,2 (2004) | 24,6 (2001) | 25,4 (2003) | 31,6 (2009) | 36,2 (1998) | 36,6 (2004) | 38,8 (2000) | 34,2 (2008) | 28,6 (1981) | 24,0 (2004) | 20,0 (2000) | 20,0     | 31,6     | 38,8     | 34,2     | 38,8  |
| T. min. assoluta (°C)           | −8,6 (1985) | −7,2 (1991) | −7,8 (1987) | −4,0 (2003) | 0,1 (2008)  | 4,8 (2001)  | 9,6 (1993)  | 9,8 (1995)  | 4,9 (2007)  | −1,2 (2009) | −3,4 (1981) | −8,0 (1991) | −8,6     | −7,8     | 4,8      | −3,4     | −8,6  |
| Giorni di calura (Tmax ≥ 30 °C) | 0           | 0           | 0           | 0           | 0,2         | 2,7         | 6,0         | 5,6         | 0,4         | 0,0         | 0,0         | 0,0         | 0,0      | 0,2      | 14,3     | 0,4      | 14,9  |
| Giorni di gelo (Tmin ≤ 0 °C)    | 7,7         | 9,6         | 4,9         | 0,6         | 0,0         | 0,0         | 0,0         | 0,0         | 0,0         | 0,0         | 1,5         | 5,2         | 22,5     | 5,5      | 0,0      | 1,5      | 29,5  |
| Precipitazioni (mm)             | 47,2        | 35,8        | 43,5        | 49,2        | 35,0        | 52,8        | 32,8        | 36,6        | 64,7        | 49,7        | 67,1        | 73,1        | 156,1    | 127,7    | 122,2    | 181,5    | 587,5 |
| Giorni di pioggia               | 8           | 8           | 8           | 8           | 5           | 5           | 4           | 5           | 7           | 6           | 9           | 11          | 27       | 21       | 14       | 22       | 84    |

## Storia
Sebbene il centro urbano sia stato fondato attorno all'anno 1000, la storia di Monte Sant'Angelo è precedente di almeno cinque secoli. Secondo la tradizione, un certo Elvio Emanuele, ricco proprietario e signore del Monte Gargano, aveva smarrito un toro di sua proprietà. Dopo vari giorni di ricerca lo trovò inginocchiato all'interno di una spelonca quasi inaccessibile. Vedendo l'impossibilità di dargli soccorso, il ricco pastore scoccò una freccia che inspiegabilmente, tornò indietro, ferendolo. L'uomo rimase assai turbato dell'accaduto e raccontò il tutto al vescovo di Siponto, san Lorenzo Maiorano. Questi così ordinò ai fedeli tre giorni di penitenza. Al terzo giorno, l'8 maggio del 490 l'arcangelo Michele apparve al santo vescovo e gli ordinò di dedicare la grotta al culto cristiano in suo nome. Dopo questa apparizione (detta del Toro) l'Arcangelo si manifestò al vescovo Maiorano nel 492 e nel 493. Nel VII secolo i longobardi, particolarmente devoti di san Michele, elevarono la grotta a loro santuario nazionale. Attraverso una diramazione della Via Francigena si sviluppò un intensissimo flusso di pellegrini.
Saccheggiata dai saraceni nell'871, nella seconda metà dell'XI secolo la "Sacra Grotta" divenne meta obbligata dei crociati diretti in Terrasanta.
Di lì a poco, nei pressi della grotta, andò sviluppandosi il centro urbano che, fra il 1086 e il 1105, divenne capitale di un vasto possedimento normanno fondato da Enrico, figlio di Roberto conte di Lucera. Il possedimento comprendeva l'intero Gargano.
Nel 1177 Guglielmo II, re di Sicilia, dona alla sua giovane moglie, Giovanna d'Inghilterra, Monte Sant'Angelo, appellandolo Honor Montis Sancti Angeli.
Nel 1401 Monte Sant'Angelo ottenne da papa Bonifacio IX il titolo di Città.
Nel 1466 la città, in qualità di centro parte del Regno di Napoli, fu concessa in feudo da Federico I di Napoli al campione della resistenza albanese contro gli ottomani e athleta Christi, Giorgio Castriota, detto Scanderbeg, insieme a San Giovanni Rotondo e Trani.
Nel corso del Seicento, il disastroso terremoto del Gargano del 1646, causò a Monte Sant'Angelo il crollo di oltre 100 edifici e la morte di cinque persone.
Secondo la tradizione, durante l'epidemia di peste del 1656, l'Arcangelo si sarebbe manifestato al vescovo della diocesi, Giovanni Alfonso Puccinelli, dispensando grazie e guarigioni.
Storicamente fu feudo della famiglia Grimaldi che vi ebbero incardinato il titolo di conte. A metà del XIX secolo il titolo di Conte di Montesantangelo era di Nicola Serra dei duchi di Cassano e da costui passò alla figliastra Cecile de Palézieux dit Falconnet moglie del principe Giuseppe Friozzi Spinelli di Cariati.
La peste aveva decimato la popolazione locale e in uno scritto del religioso Bernardo Banfi si leggeː
(Bernardo Banfi, Relazioni di alcuni Religiosi esterni al regno, i quali, dopo il Contaggio del Regno di Napoli, accaduto l'anno 1656, presero l'Abito nella Riformata Provinzia, 1730)
Tra questi religiosi versiliesi, in tanti provenivano dai borghi di Terrinca e Retignano.
Dal 1700 in poi nacquero molti quartieri nuovi che modificarono in parte l'aspetto originale delle antiche mura dell'VIII secolo, che fino ad allora erano rimaste immutate. 
Nell'Ottocento Monte Sant'Angelo, come il resto del Regno delle Due Sicilie, entrò a far parte del 
Regno d'Italia.
Il comune è stato sede fino al 2010 della Comunità Montana del Gargano (soppressa nello stesso anno)
Dal 2014 è presente invece una delle sedi di un'agenzia della Regione Puglia, l'ARIF (Agenzia regionale attività irrigue e forestali).
Nel 2015 il consiglio comunale è stato sciolto per infiltrazioni mafiose.

### Le visite dei santi
(Padre Pio da Pietrelcina)
La città è stata oggetto di visite anche di numerosi Santi: san Bernardo di Chiaravalle, san Guglielmo da Vercelli, san Tommaso d'Aquino, santa Caterina da Siena, san Francesco d'Assisi (recatosi per la preparazione alla Quaresima del 1221), san Francesco Antonio Fasani, santa Brigida di Svezia con sua figlia santa Caterina di Svezia, il taumaturgo San Gerardo Maiella, il beato Gonario II di Torres.
Il 3 luglio del 1917 fu la volta di padre Pio da Pietrelcina il quale si recò in pellegrinaggio alla grotta santa per venerare San Michele. San Pio era molto devoto dell'Arcangelo.

### Le visite papali
Molti i papi che nel tempo si sono recati nel comune garganico. Il primo papa recatosi in visita è stato Gelasio I (492-496). A seguire Agapito I, Leone IX, Urbano II, Pasquale II, Callisto II (1119-1124), Innocenzo II, Alessandro III, Gregorio X, Celestino V.
Il 2 novembre 1974 si reca in città Papa Giovanni Paolo II per la prima volta (ancora cardinale di Cracovia) e in quell'occasione celebrò messa al Santuario di San Michele. Il 24 maggio del 1987 vi ritorna, ma questa volta da papa.

### L'espansione del centro abitato
Dagli inizi degli anni novanta Monte Sant'Angelo ha visto aumentare in modo esponenziale il centro abitato con l'edificazione di nuovi quartieri che rispecchiano un'architettura moderna.

### Il riconoscimento UNESCO
Il 25 giugno 2011 il Santuario di San Michele Arcangelo di Monte Sant'Angelo diventa Patrimonio Mondiale dell'Umanità UNESCO con il circuito seriale The Longobards in Italy, Places of Power, 568 – 774 A.D., entrando a far parte della schiera dei più autorevoli Beni Culturali del mondo e cioè nella World Heritage List.

### Il riconoscimento della National Geographic
Il 5 gennaio 2014 la National Geographic Society ha riconosciuto la Grotta di San Michele Arcangelo come una delle grotte sacre più belle del mondo. Per la precisione la grotta micaelica è stata posizionata all'ottavo posto nella top ten mondiale redatta dall'ente scientifico. Inoltre essa è l'unica grotta italiana inserita nella lista delle prime dieci.

### Simboli
Lo stemma e il gonfalone sono disciplinati e così previsti dallo statuto del comune garganico, approvato con deliberazione del consiglio comunale n. 8 del 22 marzo 2013.
Stemma
Lo stemma inquartato riporta nel primo e quarto riquadro la figura del santo patrono della città ossia l'arcangelo Michele, nel secondo e terzo una croce.
Gonfalone
Il gonfalone consiste in un drappo di colore bianco, ornato di ricami di argento e caricato dello stemma sopra descritto, con l'iscrizione centrata, ossia convessa, in argento Monte Sant'Angelo.
Vi è poi la fascia tricolore verticale sul lato destro e fascia azzurra verticale sul lato sinistro che fuoriescono a punta dal lato inferiore del drappo.
Le parti di metallo e i nastri sono di colore argentato e la lancia terminale porta lo stemma della Città.

### Onorificenze
Monte Sant'Angelo nel 1401 ottenne da papa Bonifacio IX il titolo di Città.

## Monumenti e luoghi d'interesse

### Architetture religiose
- Santuario di San Michele Arcangelo (patrimonio UNESCO), antico centro di culto d'epoca romano-bizantina che raggiunse una grande notorietà nel VII secolo in epoca longobarda, divenendo uno dei maggiori centri di pellegrinaggio d'Europa dedicato al culto dell'arcangelo-guerriero, San Michele, particolarmente venerato dalle popolazioni nordiche come i normanni, il santuario assunse la configurazione attuale nel XIII secolo durante il regno di Carlo I d'Angiò. Il portale ha battenti in bronzo (1076) dove sono raffigurate scene del vecchio e del nuovo testamento. Attraverso l'aula interna si accede alla grotta dell'apparizione. Qui si trova un altare e una statua realizzata da Andrea Sansovino raffigurante l'arcangelo. Recentemente, però, la critica ha attribuito l'opera allo scultore fiesolano Andrea di Pietro Ferrucci, contemporaneo del Sansovino.[24] L'altare della Madonna risale al XI-XII secolo; il santuario è custodito oggi dai padri micaeliti.

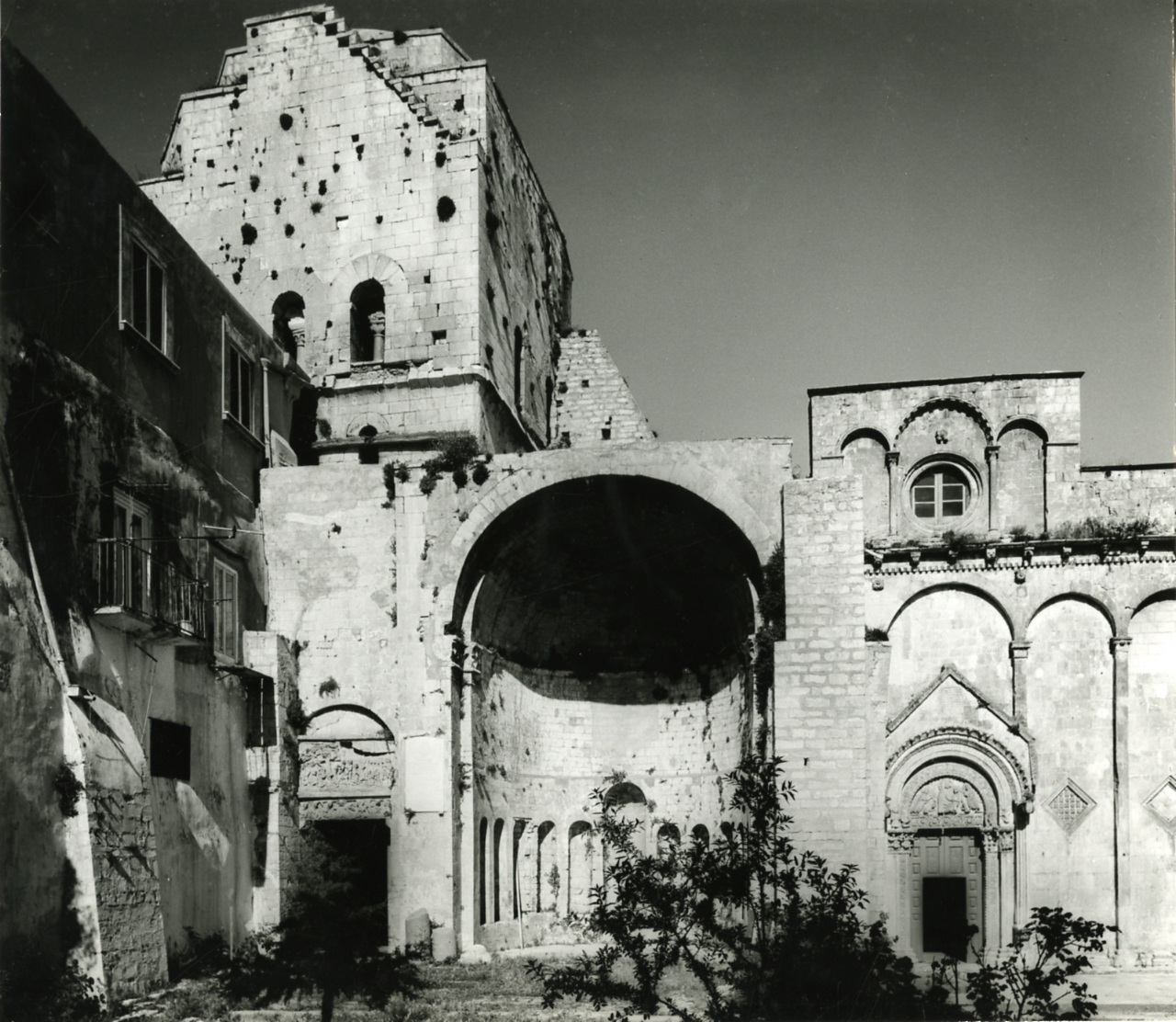
Chiesa di San Pietro

- Battistero di San Giovanni in Tumba, è un battistero del XII secolo, collegato alla chiesa di San Pietro, di cui resta visibile solo la facciata, l'abside e le fondamenta. Sull'architrave del portale che conduce al battistero vi sono preziosi rilievi;[25]
- Abbazia di Santa Maria di Pulsano, edificata nel 591. In essa si pratica la religione cattolica con rito latino e bizantino. Gli eremi di Pulsano sono stati eletti "Luogo del cuore" FAI 2010.[26]

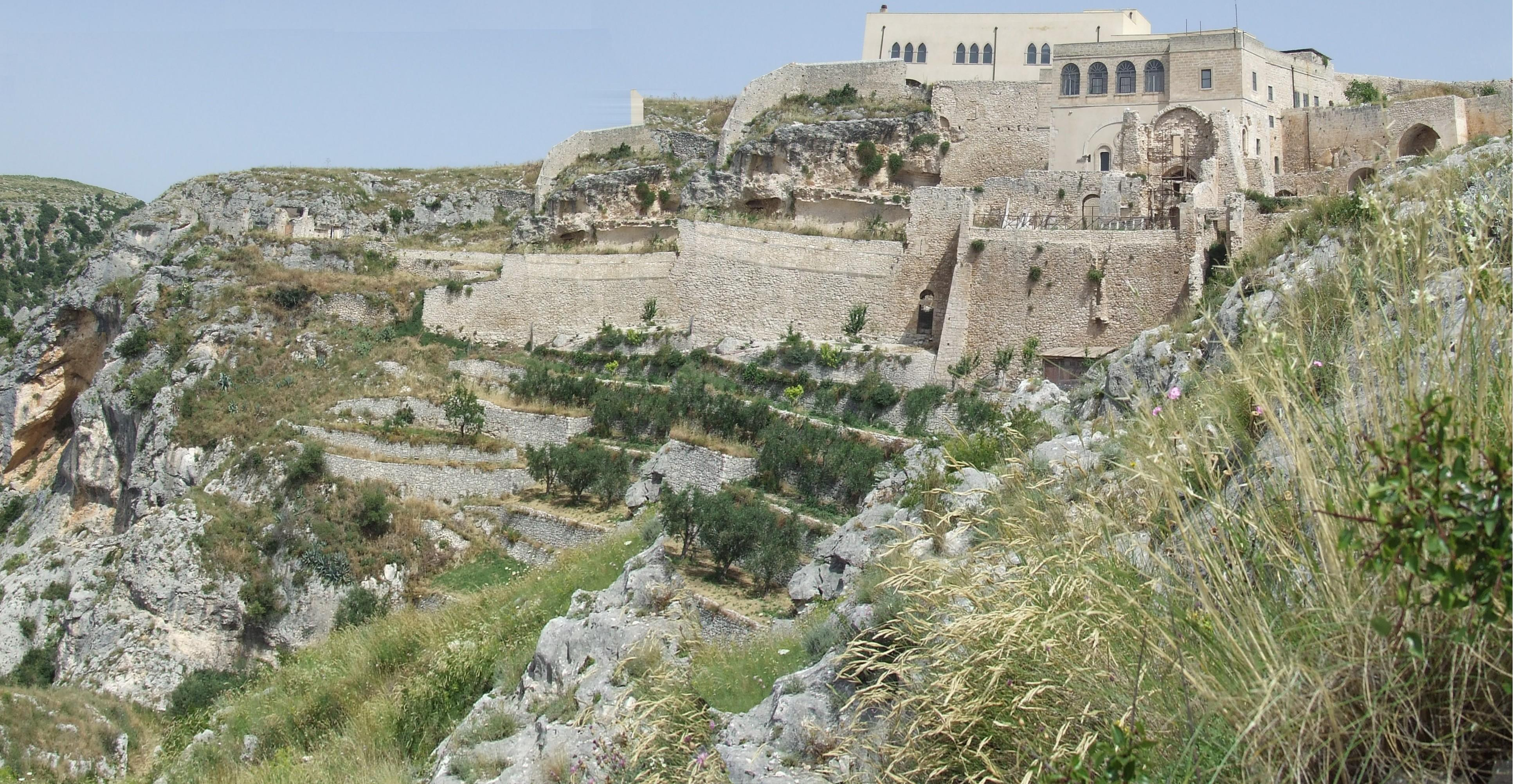
Abbazia Santa Maria di Pulsano. Eremi di Pulsano

- Tempio di Sant'Apollinare, la chiesetta risale al VII-VIII secolo. Originariamente costituita da una cappella scavata nella roccia, in parte ancora esistente, nel 1910 su iniziativa dell'asceta Antonio Ricucci è stata in parte ampliata.
- Chiesa di Santa Maria Maggiore, la chiesa è situata nei pressi della basilica. Di origine molto antica, fu fatta ricostruire nel secolo XI da Leone Garganico, Arcivescovo di Siponto e di Monte Sant'Angelo. In seguito, sotto la reggenza di Costanza d'Altavilla, madre di Federico II di Svevia, si intraprese la ristrutturazione globale della chiesa.
- Chiesa di Santa Maria del Carmine, nasce come struttura conventuale dei padri dell'Ordine del Monte Carmelo nel 1577 su suolo esterno alla cinta muraria della città (oggi invece pieno centro urbano). Solo però nel 1780 la chiesa venne completata.
- Chiesa di San Francesco D'Assisi, si può far risalire al periodo compreso fra il 1343 e il 1352, quando Giovanna I d'Angiò, sovrana del Regno di Napoli, su richiesta dell'arcivescovo sipontino-garganico Pietrone commissionò i lavori di costruzione.
- Chiesa di San Salvatore, la chiesa longobarda è situata all'interno del rione Junno. Si afferma che essa risalga all'età longobarda. Al suo interno si trovano iscrizioni murarie datate dal XII al XIII secolo. Nel 2012 è stata candidata "Luogo del cuore" FAI.[27]
- Chiesa della Santissima Trinità, in origine la chiesa con annesso convento apparteneva alle monache clarisse che lo fondarono nei primi anni del Quattrocento. Nel 1700 la chiesa fu ampliata nello stile del barocco pugliese. Il complesso claustrale è in parte adibito a biblioteca comunale e in parte sede del centro studi di Giorgio Otranto. La chiesa è stata affidata alla confraternita della Santissima Trinità.
- Chiesa di San Giovanni Evangelista popolarmente chiamata di San Benedetto, il complesso monastico con annesso hospitium, nel quale trovavano ospitalità i pellegrini e i bisognosi, venne fatto costruire dalla principessa angioina Agnese di Durazzo nel 1342 su di precedente sito di monaci Benedettini. Giovanna I d'Angiò affidò la struttura ai Celestini che la ressero fino al 1806. Da allora la chiesa è officiata dalla Confraternita laica di Sant'Antonio Abate. Rifatta più grande nel 1600 presenta un'unica e spaziosa navata. L'interno ospita una statua di Sant'Antonio abate di metà del XIX secolo venerata dalla popolazione locale. Il campanile del XVIII secolo è stato ricavato da uno dei torrioni delle mura di cinta cittadine. Attualmente, il grande complesso monastico è stato adibito a palazzo comunale.
- Chiesa del Sacro Cuore di Gesù, la chiesa del Sacro Cuore di Gesù è situata nel rione Fosso della città. Essa è conosciuta anche con l'appellativo di chiesetta.
- Chiesa di Sant'Antonio Abate, la chiesa di Sant'Antonio Abate è una chiesa di piccole dimensioni, la sua è un'architettura sacra romanico-pugliese del XII secolo.
- Chiesa di San Giuseppe, la chiesa originariamente era dedicata all'Annunziata. Nel Settecento l'edificio ecclesiale fu ricostruito ed ampliato.
- Chiesa della Madonna della Libera, è situata a fianco dell'ingresso che porta alla grotta del santuario micaelico. È stata edificata nel 1879. In essa si trovano, oltre alla statua della Madonna della Libera, anche le statue di sant'Anna e santa Lucia.
- Chiesa di Santa Maria degli Angeli, fu fondata, secondo la tradizione, da san Francesco d'Assisi, di ritorno dal suo pellegrinaggio alla basilica.
- Chiesa dell'Incoronata, inizialmente essa era dedicata a san Leonardo. Al suo interno, oltre all'altare principale che ospita la statua della Madonna Incoronata, vi sono altri tre altari dedicati a san Leonardo, alla Madonna delle Grazie e a san Giacomo Maggiore.
- Chiesa di San Nicolò, i lavori di costruzione della chiesa, con annesso convento dei padri cappuccini, ebbero inizio nel 1595. Il convento della chiesa oggi è una casa riposo per anziani.
- Chiesa dell'Immacolata Concezione, l'inizio dei lavori di costruzione dell'edificio di culto ebbero inizio nel 1982 e terminarono in due anni. Nel 1984 e per la precisione l'8 dicembre la chiesa venne aperta.
- Chiesa di Santo Stefano, situata nel quartiere Carmine, risale al 1400 circa. Attualmente la chiesa è in stato di abbandono e degrado.

#### Altre chiese
- Chiesa Madonna della Libera (Macchia frazione di Monte Sant'Angelo, contrada Macchia Libera).
- Santa Maria delle Grazie, a Macchia frazione di Monte Sant'Angelo, contrada Macchia Posta. Contrada e chiesa semi-abbandonate a se stesse dallo stesso Comune. La chiesetta trovasi ubicata nel locale castello o "masseria fortificata" fin dall'epoca medioevale per volontà del Barone Gambadoro anche se all'attualità la si vorrebbe chiudere.[28]

### Architetture civili

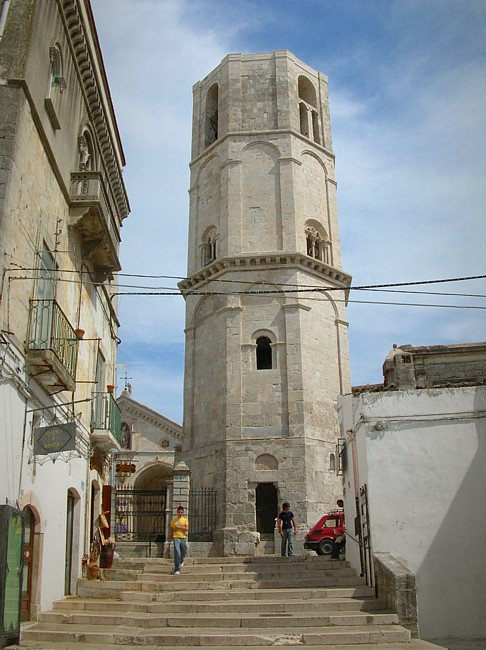
Campanile ottagonale a Monte Sant'Angelo

#### Palazzi storici
- Palazzo dei Grimaldi (sec. XVII)
- Palazzo Gambadoro (sec. XVI)
- Palazzo dei Nobili (sec. XVI)
- Palazzo Giordano-Todero (sec. XVI)
- Palazzo Ciociola (sec. XVII)
- Palazzo Cassa (sec. XVII)
- Palazzo Rago (sec. XVII)
- Palazzo De Pascale-Sciarra (sec. XVII)
- Palazzo De Angelis (sec. XVII)
- Palazzo Giordani (sec. XVII)
- Palazzo De Cocchi (sec. XVII)
- Palazzo Amicarelli (sec. XVIII)
- Palazzo Ciampoli (sec. XVIII)
- Palazzo Vischi (sec. XVIII)
- Palazzo Roberti (sec. XVIII)
- Palazzo D'Angelantonio (sec. XVIII)
- Palazzo Fantetti (sec. XVIII)
- Palazzo Lanzetta (sec. XVIII)

### Quartieri storici

#### Rione Junno
La nascita di tale quartiere risale al VI secolo. Il quartiere ha una struttura tipicamente medioevale. Il rione Junno (alcuni lo chiamano Pilunno) è caratterizzato dalla presenza di tante piccole case a schiera ad un solo piano e tutte di colore bianco (tinteggiate con la calce, molto usata nel passato), con la porta centinata sormontata da una grande e unica finestra con tetto a due spioventi e da strette stradine, basse scalinate, e spazi molto piccoli.

#### Rione Grotte

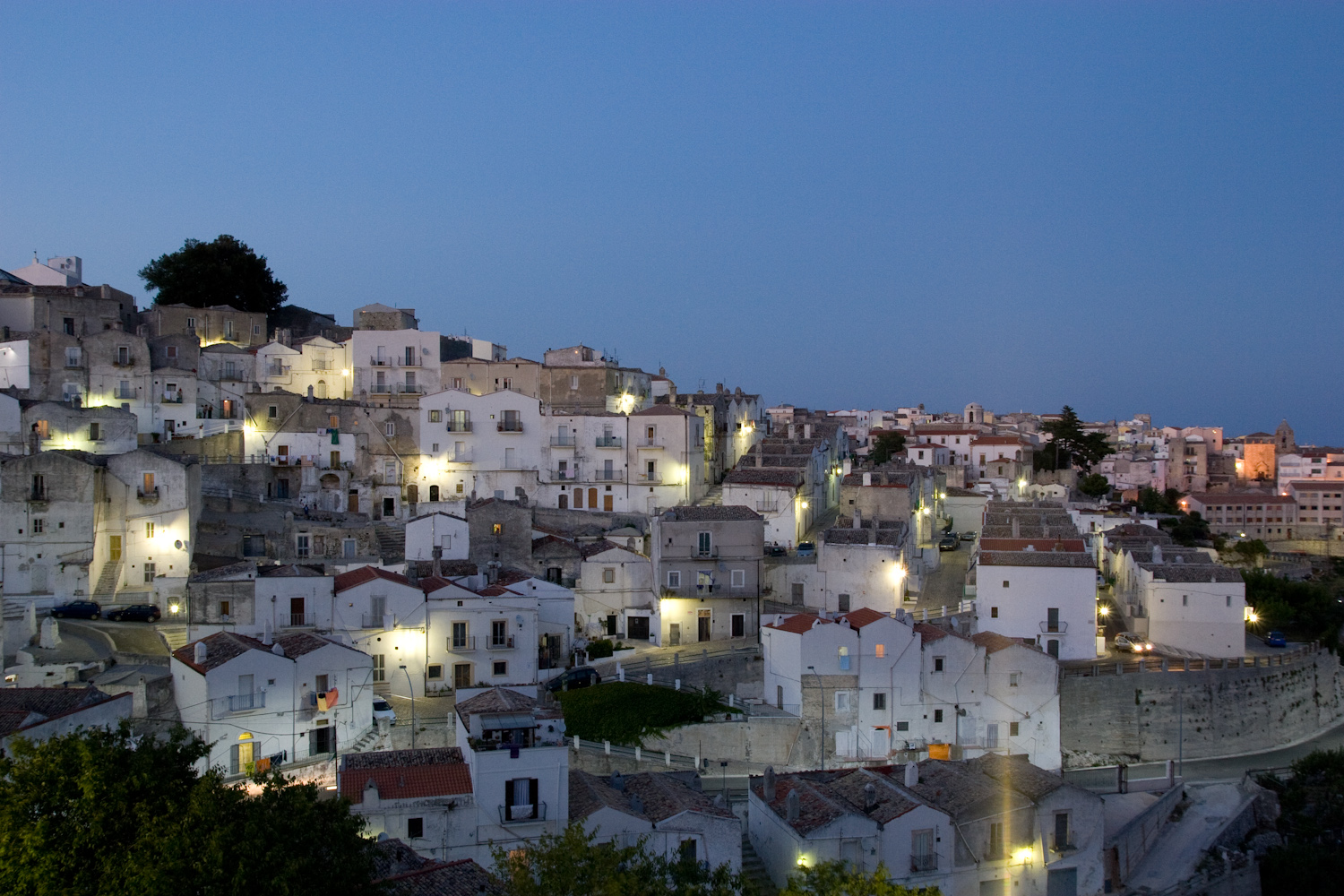
Panoramica notturna, Rione Grotte

L'altro quartiere storico di Monte Sant'Angelo è il rione Grotte, in seguito chiamato anche di Sant'Apollinare (per la presenza dell'antica chiesa presente nel rione). Esso è costituito da abitazioni basse, scavate nella roccia. In tale quartiere vi abitava la parte della popolazione più povera di Monte Sant'Angelo.
Rispetto a ciò, lo storico Giovanni Tancredi, nel suo saggio "Folclore Garganico", parlando del quartiere afferma: "poco distante dalla Reale Basilica… fino a pochi anni or sono si osservavano tutte le abitazioni scavate nel vivo della roccia, bassissime di volta, rozze e annerite dal fumo, vere abitazioni troglodite che facevano pensare e meditare. Questo rione che chiamatasi delle Grotte e ora di Sant'Apollinare, … Presso le suddette Grotte sorgeva l'antichissimo tempietto di Sant'Apollinare ora trasformato in chiesetta".

#### Rione Carmine

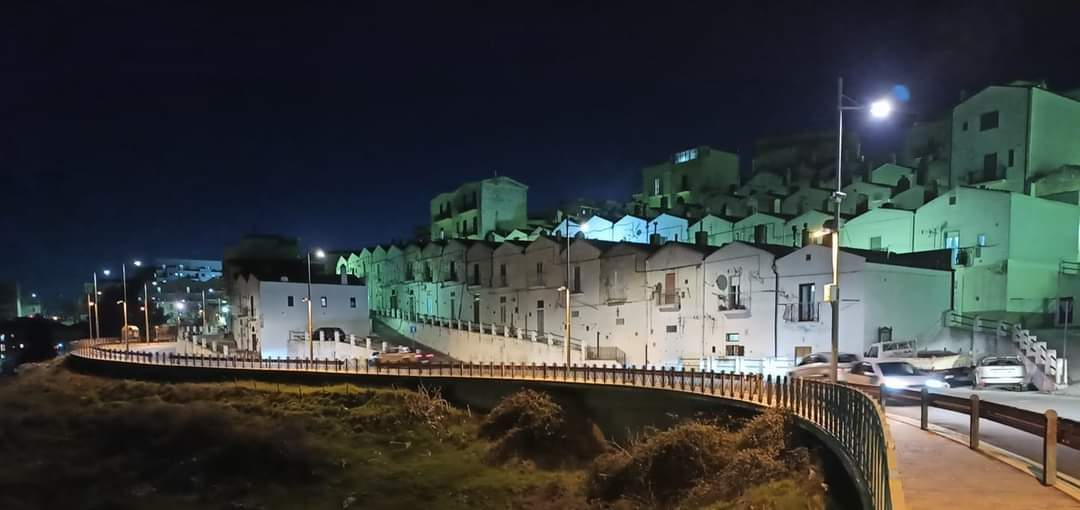
Rione Carmine

Tale quartiere storico prende il nome dalla chiesa presente in esso (Chiesa dedicata alla Madonna del Carmine). Il rione è caratterizzato da case a schiera che guardano al golfo di Manfredonia. Esso venne subito considerato come uno dei più prestigiosi quartieri della città dato che fu popolato da gente facoltosa e dalla borghesia locale.
Nel 2020 il rione Carmine entra nella TOP 1000 dei “Luoghi del cuore” del FAI - Fondo Ambiente Italiano.

### Monumenti commemorativi
- Monumento ai Caduti, situato in piazza della Libertà, rappresenta un omaggio ai caduti in guerra fu inaugurata dall'allora sindaco Potito Lanzetta
- Colonna a San Michele Arcangelo, in segno di gratitudine per aver allontanato la peste del 1656. La colonna con la statua di San Michele Arcangelo fu voluta dall'arcivescovo Alfonso Puccinelli
- Monumento Due siti UNESCO, realizzato nel 2020. Il monumento celebra i due siti UNESCO appartenenti alla città micaelica.[30]
- Monumento camilliano alle vittime della pandemia Covid-19, sito in Piazza del Popolo presso la frazione di Marina-Macchia di Monte Sant'Angelo.

### Piazze di maggiore interesse
Le piazze di maggiore interesse sono:
- Piazza Ciro Angelillis, situata a nord della città e di dimensioni modeste
- Piazza Cappelletti, situata a pochi metri di distanza dalla villa comunale
- Piazza della Libertà, ospita il monumento commemorativo ai caduti in guerra
- Piazza Duca D'Aosta, costituisce il punto centrale del centro abitato
- Piazza Giovanni Paolo II, prima denominata piazza Vischi, di dimensioni vaste e per questo ospita il concertone finale della festa patronale
- Piazza Roma, piazza in cui è situata la sede del Comune
- Piazza Mario di Leo, qui è situata la chiesa dedicata alla Madonna del Carmine, ma al centro della piazza è posta la statua in onore di Padre Pio, statua realizzata il 1982

### Architetture militari

#### Castello normanno-svevo-angioino-aragonese

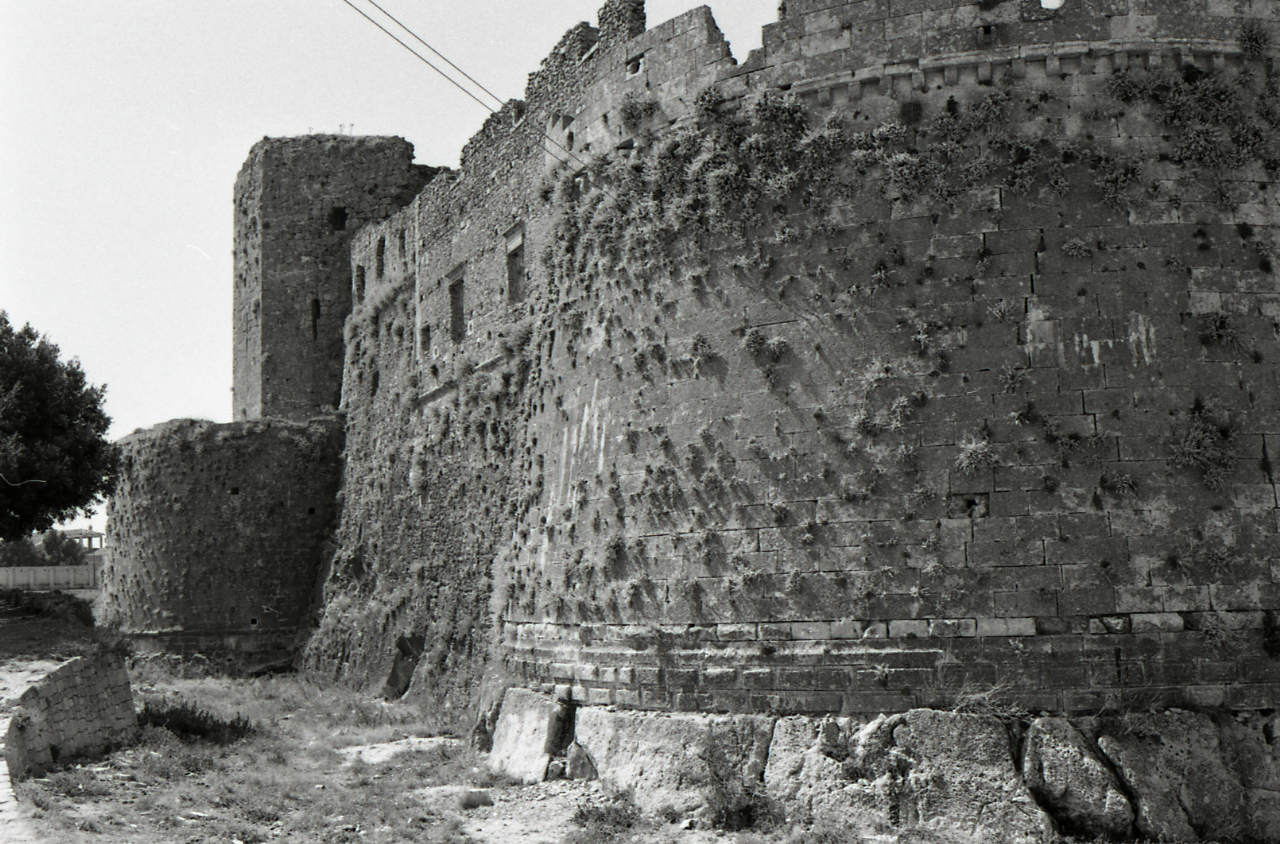
Bastione del castello, 1970

Il castello, fatto edificare dal vescovo di Benevento Orso I fra l'837 e l'838, fu ampliato dai sovrani normanni, svevi e angioini, che se ne servirono come prigione. Nel XV secolo Francesco di Giorgio Martini ne curò l'ulteriore fortificazione resa necessaria dalla diffusione delle armi da fuoco.

#### Le mura duecentesche
Le mura di epoca aragonese (che soppiantarono le normanne dell'XI secolo), in parte ancora visibili (con torri dalla tipica forma tondeggiante), erano in discrete condizioni sino alla fine del Settecento, quando, l'ampliamento dell'edilizia ed il mutare della condizione socio-economiche, hanno determinato la nascita di quartieri che hanno modificato l'antico tessuto urbano. I resti meglio conservati delle mura (costituiti da una porzione di muro e due torri) sono situati nella zona sud della città e abbracciano la chiesa di San Francesco d'Assisi e l'ex convento.

### La foresta Umbra
Nel territorio del centro garganico è situata parte della Foresta Umbra, area naturale protetta del Parco nazionale del Gargano. Il suo nome ha origine dal fatto che la foresta è ombrosa, cupa.
Dal 7 luglio 2017 le sue faggete vetuste sono entrate a far parte del patrimonio UNESCO.

### Valle Carbonara
La Valle Carbonara situata tra Monte Sant'Angelo e San Giovanni Rotondo è la valle più grande e lunga del Gargano. Essa è occupata da coltivazioni ed è chiusa da pareti vertiginose e caratterizzata dai terrazzamenti sui fianchi destinati al pascolo.

### Marina di Monte Sant'Angelo (Macchia)

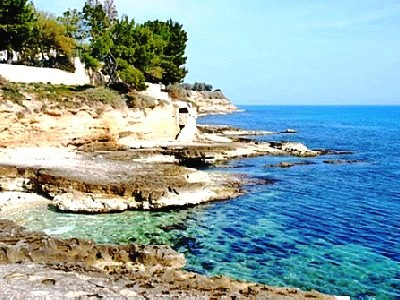
Marina di Monte Sant'Angelo

Marina di Monte Sant' Angelo, chiamata comunemente Macchia, costituisce il territorio pianeggiante e bagnato dal mare della cittadina garganica. Il suo territorio era inserito nella giurisdizione territoriale dell'antico centro cittadino e costiero di Manfredonia; in seguito fu concesso al paese di Monte Sant'Angelo. Essa è dominata da una vegetazione spontanea, come la macchia mediterranea e da vegetazione quali: mandorli, carrubi, ulivi. Quest'ultima pianta è quella prevalente. Gli oliveti sono presenti sono nella maggior parte appartenenti alle varietà ogliarola, coratina e leccina.

### Ruggiano
La Frazione di Ruggiano è situata ad un'altitudine di 585 metri s.l.m. e dista dal centro abitato di Monte Sant'Angelo all'incirca 6 km.

## Società

### Evoluzione demografica
Abitanti censiti

A causa della depressione economica e occupazionale che lo affliggeva, ha subito, in passato, un notevole calo demografico.
Dal 1990 al 2000, si è verificato flusso migratorio degli abitanti verso varie zone del nord Italia a causa della notevole depressione economica che ha vissuto in quel decennio la città. 
Questo fattore ha influenzato l'andamento demografico del paese: secondo i dati ISTAT dal 2017 a gennaio 2022 sono emigrate circa 2000 persone.

### Etnie e minoranze straniere
Al 31 dicembre 2023 la popolazione straniera era di 167 persone, pari all'1,51% della popolazione.

### Religione
La religione maggiormente praticata a Monte Sant'Angelo è il cattolicesimo. Presenti anche il movimento religioso del culto evangelico e quello dei Testimoni di Geova.

### Tradizioni e folclore
La festa patronale in onore di San Michele Arcangelo si svolge dal 28 settembre al 30 settembre.

### Istituzioni, enti e associazioni
Nella città hanno sede diverse strutture sanitarie, sia pubbliche che private. Troviamo un polo ospedaliero pubblico, due strutture residenziali per la degenza degli anziani, un centro di riabilitazione e centri residenziali di igiene mentale.

## Cultura

### Istruzione

#### Biblioteche
- Biblioteca comunale, è intitolata allo storico Ciro Angelillis ed è situata nel complesso dell'ex convento delle Clarisse della città. Fa parte del sistema bibliotecario provinciale di Foggia.
- Biblioteca del Centro di Studi Micaelici e Garganici gestito in collaborazione con l'Università di Bari.[42]

#### Ricerca
La città è sede di un'importante stazione meteorologica. Essa è una stazione meteo di riferimento per il servizio meteorologico dell'Aeronautica Militare e per l'Organizzazione Mondiale della Meteorologia, relativa all'intera area montana della provincia di Foggia, ossia il promontorio del Gargano.
La stazione meteorologica di Monte Sant'Angelo ha iniziato la sua attività il 1º dicembre 1939, quando incominciarono le rilevazioni sulle condizioni meteorologiche finalizzate all'assistenza alla navigazione aerea nell'area del basso Adriatico.

#### Centro studi micaelici e garganici
Nascono nel 1995 come sede distaccata del dipartimento di studi classici e cristiani dell'Università di Bari. Il centro di ricerca storico è stato fondato da Giorgio Otranto
Scuola di Iconografia di Pulsano
è situata presso il monastero di Santa Maria di Pulsano la cui peculiarità consiste nella biritualità della liturgia e della spiritualità, latina e bizantina

#### Scuole
Due sono gli istituti comprensivi che raggruppano le scuole dell'infanzia, primaria e secondaria di primo grado della città. Da settembre 2022 essi fanno capo ad un'unica dirigenza scolastica in vista di un piano di dimensionamento scolastico che porterà ad avere un solo istituto comprensivo, visto il forte calo della popolazione studentesca. I due I.C. sono:
- Istituto comprensivo "Tancredi - Amicarelli"
- Istituto comprensivo "Giovanni XXIII"

Il sistema scolastico superiore di secondo grado è raggruppato sotto un unico istituto, l'Istituto d'Istruzione secondaria superiore "Gian Tommaso Giordani". Esso si compone delle seguenti scuole:
- Liceo scientifico
- Liceo classico
- Liceo socio-sanitario
- Istituto tecnico economico

#### Museo di arti e tradizioni popolari
Il museo di arti e tradizioni popolari del Gargano, conosciuto anche come museo Tancredi, si trova presso l'ex convento della chiesa di San Francesco. Nel museo sono custoditi costumi, arredi, oggetti di lavoro, prodotti di artigianato e oreficerie che testimoniano l'arte, la vita e il lavoro delle popolazioni del Gargano; i materiali in gran parte sono stati raccolti dall'etnologo e storico Giovanni Tancredi a partire dall'anno 1925.

#### Museo Lapidario
Il secondo museo cittadino è quello situato all'interno del complesso della basilica di San Michele Arcangelo. Il museo è costituito da ambienti dell'età bizantina e longobarda, i quali sono stati scoperti grazie a degli scavi ordinati nel 1949 da un prelato mons. Nicola Quitadamo. In tale museo naturale si trovano molte iscrizioni sulle pareti di queste cripte. Alcune di queste iscrizioni, individuate e studiate nel 1974, hanno reso possibile stabilire che tali costruzioni risalgono alla fine del VII e l'inizio del secolo VIII. La lunghezza delle cripte è di circa 60 metri, ed arrivano ad espandersi fin sotto il pavimento della Basilica.
Inoltre in tale museo sono esposte diverse sculture provenienti dagli scavi che hanno interessato la Basilica, l'ex Chiesa di S. Pietro e l'abbazia benedettina di S Maria di Pulsano. Tali oggetti sono databili dal secolo VII - VIII fino al secolo XV.

#### Museo devozionale
Terzo museo è quello devozionale: come quello lapidario, è situato all'interno del santuario dell'Arcangelo Michele. In esso troviamo le testimonianze che fedeli famosi e devoti comuni nel corso dei secoli hanno lasciato come pegno di devozione.
Il museo custodisce anche le suppellettili liturgiche, gli argenti, i paramenti regalati alla basilica da papi, sovrani, vescovi (anche se molti di tali oggetti sono stati sottratti nel febbraio del 1799 dai francesi che rubarono argento, oro e vari oggetti preziosi con ventiquattro muli). Il patrimonio museale è costituito anche di doni meno preziosi: tavolette votive che illustrano la scena del miracolo, ceri, statue di San Michele di devozione domestica e oggetti vari.
Museo Naturalistico della Foresta Umbra
Il quarto museo si trova all’interno del comprensorio della Foresta Umbra (patrimonio dell’Unesco), nel Parco Nazionale del Gargano.
Ferrovia della Decauville
Utilizzata dal 1800 al 1960 all'interno del Parco del Gargano, nell'area espositiva al Villaggio Umbra è visitabile un locomotiva a vapore con i suoi vagoni.

#### Cinema
La cittadina e il suo territorio circostante sono stati utilizzati come sfondo per le riprese di film e serie televisive:
- La morte civile, regia di Ferdinando Maria Poggioli (1942)
- Il sole scotta a Cipro, regia di Ralph Thomas (1964)
- Non si sevizia un paperino, regia di Lucio Fulci (1972)
- I cavalieri che fecero l'impresa, regia di Pupi Avati (2001)
- Il generale dei briganti, regia di Paolo Poeti (2012)[49]
- Amici come noi, regia di Enrico Lando (2013)[50]
- Baciato dal sole, regia di Antonello Grimaldi (2014)
- Un mondo nuovo, regia di Alberto Negrin (2014)[51]
- Non c'è più religione, regia di Luca Miniero (2016)[52]
- Amina, regia di Luciano Toriello (2018)[53]

### Teatro

#### Teatro comunale
Il teatro comunale è situato all'interno del plesso dell'ex convento delle monache clarisse, in via Teatro comunale. Il teatro è conosciuto anche con il nome di Teatro le Clarisse.

#### Auditorium Bronislao Markiewicz
L'Auditorium Beato Bronislao Markiewicz è situato nel complesso facente capo al Santuario UNESCO, in via Reale Basilica. Esso è intitolato al religioso, sacerdote e beato polacco fondatore dei padri e delle suore di San Michele Arcangelo.

### Cucina
Dal 2015 la città aderisce all'Associazione Città del Bio (è un'associazione di Comuni, che unisce quanti condividono la scelta di promuovere l'agricoltura biologica come) "progetto culturale".

#### Prodotti tipici

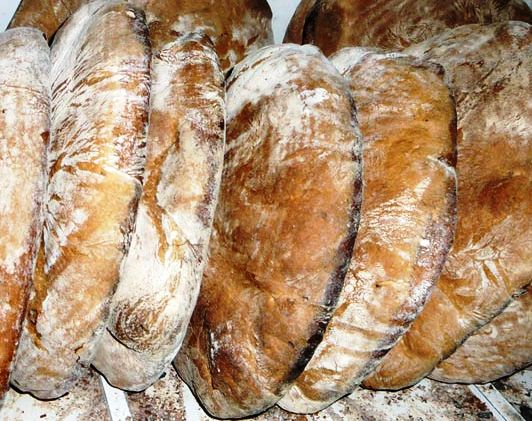
Il classico pane di Monte Sant'Angelo

Tra i prodotti tipici della cittadina garganica troviamo:
- Le pettole (pèttl'), dolce natalizio, sono fatte con impasto occorrente per fare il pane e poi fritte nell'olio extra vergine di oliva
- Le ostie ripiene (ostij' chién'), ostie ripiene di mandorle tostate e miele
- I calzoncelli (calzuncidde), dolce natalizio, con pasta croccante all'esterno e ripieni di un impasto di ceci e cacao
- Le cartellate, fatte con lo stesso impasto dei calzuncidde ma di forma rotonda e ricoperte di mandorle e miele
- I poperati (puprèt'), un dolce (tarallo) di carnevale[54]
- Caciocavallo podolico , prende il nome dalla varietà di vacche dal cui latte è prodotto, le mucche podoliche
- I panzerotti, simili alle pettole nell'impasto ma di dimensioni più grandi e ripieni di mozzarella, prosciutto e passata di pomodoro
- Il pane di Monte Sant'Angelo è rappresentato da grandi pagnotte (alle volte raggiungono anche i 6 kg) cotte in forni a legna (la città fa parte dell'Associazione nazionale città del pane, associazione che richiede ai suoi aderenti una qualità alta del pane prodotto).[55]

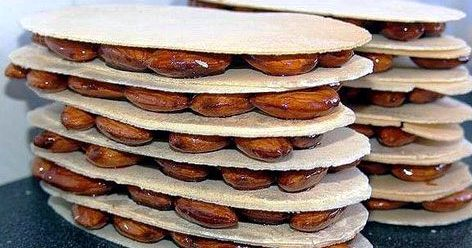
Le ostie ripiene di Monte Sant'Angelo (Foto di Arcangelo Palumbo)

- I mustazzoli: tipico dolce dalla forma trapezoidale, i mustazzoli sono dei biscotti a base di mosto cotto, mandorle e cacao.[56]

### Piatti tipici
Tra i piatti tipici della tradizione culinaria si annoverano:
- Pancotto con fave, ceci e verdure varie
- La semolata, una sorta di  "polenta" realizzata con semola di grano duro
- Orecchiette con cime di rape, con l'aggiunta di alici e aglio fritte in olio extra vergine d'oliva
- Làine o làgane (tagliatelle fresche) con ceci e sugo di baccalà[57]

## Geografia antropica

### Frazioni
Macchia è una frazione di Monte Sant'Angelo. Deve probabilmente il suo nome alla fitta boscaglia.
Produzione agricola tipica della zona è quella delle olive.
La patrona e titolare della chiesa è la Madonna della Libera, alla quale la piccola comunità di abitanti dedica solenni festeggiamenti.
Gli abitanti sono detti macchiaioli.
Alla fine degli anni Sessanta si insediò un impianto petrolchimico della società Anic, tristemente balzato agli onori delle cronache per il grave incidente avvenuto nel 1976.

## Economia

### Agricoltura
L'agricoltura e la pastorizia hanno rappresentato nel passato il perno dell'economia locale. Oggi sono fortemente diminuiti, quasi estinti i soggetti che producono reddito attraverso un'attività agricola, rappresentando una piccolissima parte della popolazione. Modesta è anche la produzione di olio extra vergine di oliva nella piana del territorio comunale. Sempre nella piana sono presenti stabilimenti dediti alla coltivazione e trasformazione di prodotti ittici.

### Artigianato
Parte dell'economia è sorretta anche da laboratori artigianali dediti alla produzione su larga scala di scaldatelli (una specie di taralli), liquori, pasta fresca, biscotti e dolci vari. Altri artigiani si dedicano invece al settore non alimentare e scolpiscono a mano statue sacre, in particolare quella di San Michele. I prodotti tipici della città sono esportati anche all'estero (oltre che in tutta Italia). È noto anche il prodotto tipico di quel posto il pane di Monte Sant'Angelo venduto in tutta la provincia di Foggia. Questo nasce da una farina tipica grezza tipica del posto il farinaccio.

### Industria
La storia industriale, degna di nota, della città nasce con la realizzazione dell'insediamento petrolchimico Enichem, negli anni 70, nella piana di Macchia (ora non più presente nel territorio a seguito di varie vicende giudiziarie e ambientali). Nell'ex area Enichem si trovava varie aziende di grandi dimensioni tra cui Sangalli Vetro, acquistata nel 2018 dalla multinazionale turca SISECAM.

### Turismo
L'economia della città è incentrata sul turismo architettonico e religioso (molti sono i pellegrini che ogni anno si recano in visita alla grotta di San Michele). Degno di nota è anche il turismo balneare della frazione costiera del comune situata ai piedi della montagna dell'Arcangelo, e il turismo enogastronomico.
È conosciuta anche con il nome la città dei due siti UNESCO.
Il 10 settembre 2019 viene inserita da Skyscanner nella lista delle 20 città più belle d’Italia, mentre il 26 ottobre 2020 viene inserita nella lista dei borghi più belli d'Italia dall’Associazione nazionale comuni italiani.
A Monte Sant'Angelo è possibile fare numerose attività tra cui mtb, trekking, visite culturali ed enogastronomiche.

## Infrastrutture e trasporti
Nella città è assicurato un servizio di trasporto urbano che collega i vari quartieri della stessa. I trasporti interurbani e interregionali sono assicurati dalla SITA e Ferrovie del Gargano.

## Amministrazione
| Periodo          | Periodo           | Primo cittadino           | Partito                            | Carica              | Note   |
| ---------------- | ----------------- | ------------------------- | ---------------------------------- | ------------------- | ------ |
| 26 luglio 1976   | 22 febbraio 1990  | Donato Troiano            | Partito Comunista Italiano         | Sindaco             | [ 64 ] |
| 26 giugno 1990   | 2 settembre 1993  | Rosario Salvatore Trufini | Partito Socialista Italiano        | Sindaco             | [ 64 ] |
| 8 settembre 1993 | 9 dicembre 1993 á | Gerarda D'Addesio         |                                    | Comm. pref.         | [ 64 ] |
| 9 dicembre 1993  | 17 novembre 1997  | Giuseppe Totaro           | Partito Democratico della Sinistra | Sindaco             | [ 64 ] |
| 17 novembre 1997 | 23 luglio 2001    | Luigi Vergura             | Partito Democratico della Sinistra | Sindaco             | [ 64 ] |
| 23 luglio 2001   | 28 maggio 2002    | Michele Di Bari           |                                    | Comm. straordinario | [ 64 ] |
| 28 maggio 2002   | 29 maggio 2007    | Antonio Giuseppe Nigri    | centro-destra                      | Sindaco             | [ 64 ] |
| 29 maggio 2007   | 21 marzo 2012     | Andrea Ciliberti          | lista civica                       | Sindaco             | [ 64 ] |
| 22 marzo 2012    | 8 maggio 2012     | Francesco Cappetta        |                                    | Comm. pref.         | [ 64 ] |
| 8 maggio 2012    | 20 luglio 2015    | Antonio Di Iasio          | lista civica                       | Sindaco             | [ 64 ] |
| 20 luglio 2015   | 11 giugno 2017    | Sebastiano Giangrande     |                                    | Comm. straordinario | [ 64 ] |
| 20 luglio 2015   | 11 giugno 2017    | Andrea Cantadori          |                                    | Comm. straordinario | [ 64 ] |
| 20 luglio 2015   | 11 giugno 2017    | Alberto Monno             |                                    | Comm. straordinario | [ 64 ] |
| 12 giugno 2017   | 12 giugno 2022    | Pierpaolo D'Arienzo       | Partito Democratico                | Sindaco             | [ 64 ] |
| 12 giugno 2022   | in carica         | Pierpaolo D'Arienzo       | Partito Democratico                | Sindaco             | [ 64 ] |

### Gemellaggi
- San Michele Salentino, dal 2007
- Vallecorsa, dal 2009
- Mont Saint-Michel, dal 2010
- San Giovanni Rotondo, dal 2013
- Bari, dal 2013[65]
- Assisi, dal 2013
- Andria, dal 2013
- Alberobello, dal 2013[66]

## Sport
La squadra calcistica della città è l'A.S.D. Monte Sant'Angelo Calcio. La seconda squadra di calcio è la Juniores Monte Sant'Angelo Calcio (appartenente sempre alla società della prima).
Manifestazioni sportive
- CorriMonte, gara podistica, agosto[68]
- Rally del Gargano (1973-2008)
- Salita Macchia-Monte Sant'Angelo (1974-1986)
- Rally Porta del Gargano, rally automobilistico, ottobre[69](2010-2020)
- Slalom Città Monte Sant'Angelo (2021-Anno Corrente)
- Rally Costa del Gargano (2022-Anno Corrente)

### Impianti sportivi
Gli impianti sportivi esistenti sono: lo stadio comunale, dove si disputano le partite in casa della locale squadra di calcio e il Palazzetto dello sport. Entrambi sono di proprietà del Comune.